# Івиця
Івиця — річка в Росії, у Солнцевському районі Курської області. Ліва притока Сейму (басейн Дніпра).

## Опис
Довжина річки 20 км, площа басейну 136 км².

## Розташування
Бере початок на південному сході від села Казначевський. Тече переважно на північний схід понад Великою Івицею і на північно-західній околиці Солнцево впадає у річку Сейм, ліву притоку Десни.
Населені пункти вздовж берегової смуги: Черемошне, Нижня Івиця.